# Holmtjärnen (Kalls socken, Jämtland, 707053-134724)
Holmtjärnen är en sjö i Åre kommun i Jämtland och ingår i Indalsälvens huvudavrinningsområde. Holmtjärnen ligger i Skäckerfjällen Natura 2000-område.